# Frutioidia asiatica
Frutioidia asiatica är en insektsart som beskrevs av Irena Dworakowska 1994. Frutioidia asiatica ingår i släktet Frutioidia och familjen dvärgstritar. Inga underarter finns listade i Catalogue of Life.